# Кулемет Льюїса
«Льюїс» («Lewis») — британський кулемет часів Першої світової війни. Був створений в 1913 році.

## Історія створення
Ідея належала Семюелю Макліну (англ. Samuel Maclean), але втілив її капітан американської армії Айзек Льюїс. За початковим задумом, це мав бути станковий кулемет, з водяним охолодженням, проте згодом Льюїс перейшов до ідеї розробки ручного кулемета з примусовим повітряним охолодженням ствола.
Льюїс не зумів переконати керівництво в необхідності прийняти на озброєння його конструкцію, вийшов у відставку і залишив США в 1913 році. Спочатку він виїхав до Бельгії, і незабаром — до Великої Британії. У Бельгії для виробництва кулемета він у Льєжі заснував компанію Armes Automatique Lewis. У Великій Британії Льюїс тісно співпрацював із компанією Birmingham Small Arms (BSA) з метою подолати деякі труднощі, що виникли при виробництві цієї зброї.
Виробництво кулемета почалося на заводах BSA (Англія), і першою на озброєння РК Льюїса прийняла бельгійська армія в 1913 році, а бойове хрещення «Льюїс» отримав у 1914 році, з початком Першої світової війни. До кінця 1930-х він був знятий з озброєння, однак із початком Другої світової війни його повернули після часткової модернізації, під час якої були зняті радіатори, а дві сошки були замінені однією телескопічною.
Крім армійських, були й авіаційні варіанти.

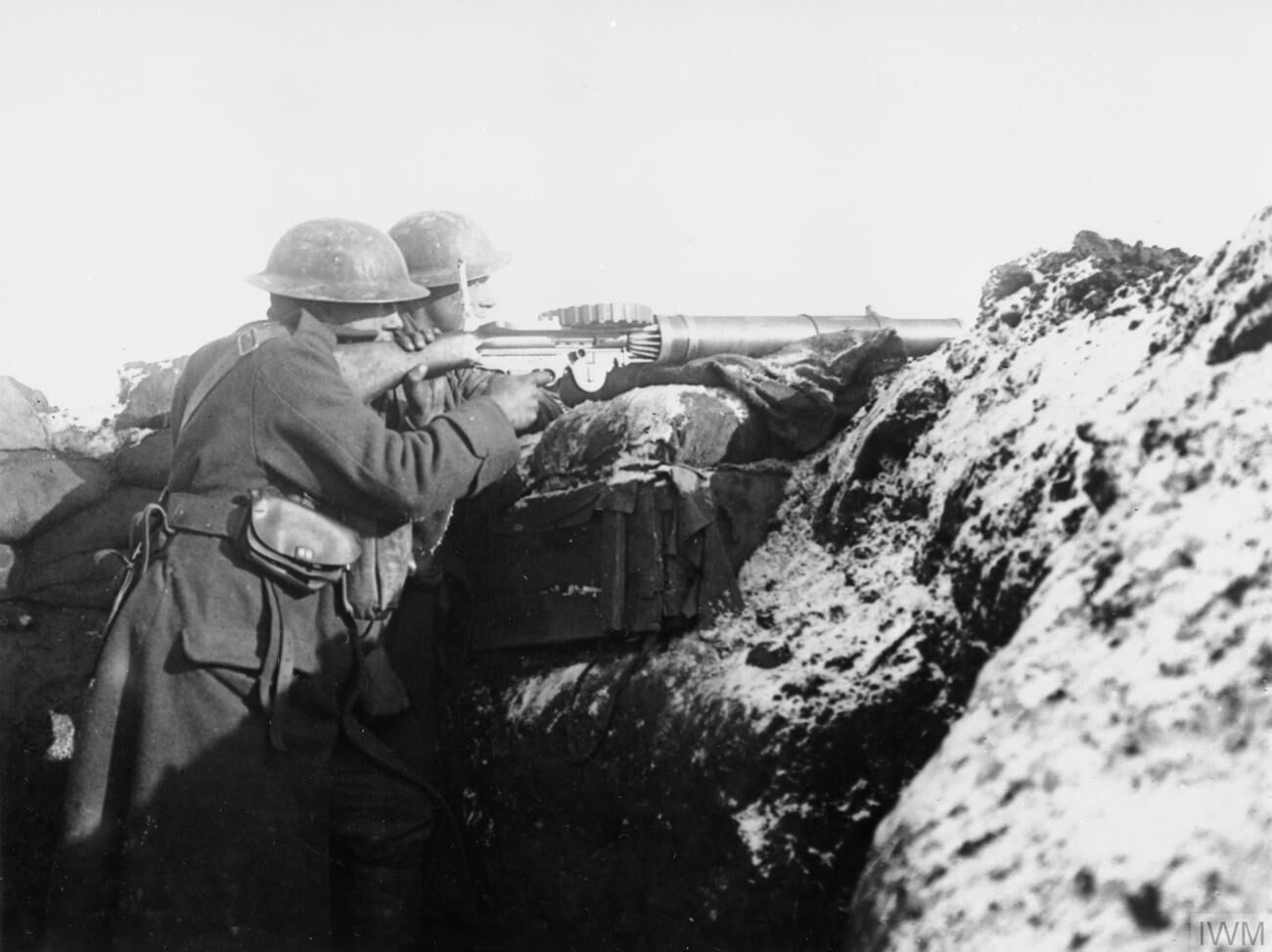

## Льюїс в Росії і СРСР
У Росії кулемети «Льюїс» з'явилися в 1917 році (9 600 кулеметів американського і 1 800 — англійського виробництва). Кулемети «Льюїс» використовувалися і в ході Громадянської війни. Зокрема, кулеметами «Льюїс» була озброєна особиста охорона батька Махна — «люйсісти».
Кулемети «Льюїс» залишалися на військових складах аж до німецько-радянської війни. Ймовірно, використовувався на її початковому етапі — відома фотографія кулеметників з «Льюїсом», що маршу́ють на параді 7 листопада 1941 року перед відходом на фронт.
Також такі кулемети стояли на естонських підводних човнах типу «Калев» британського виробництва, що увійшли до складу радянського Балтійського флоту в 1940 році.

Анімація роботи механізму перезаряджання

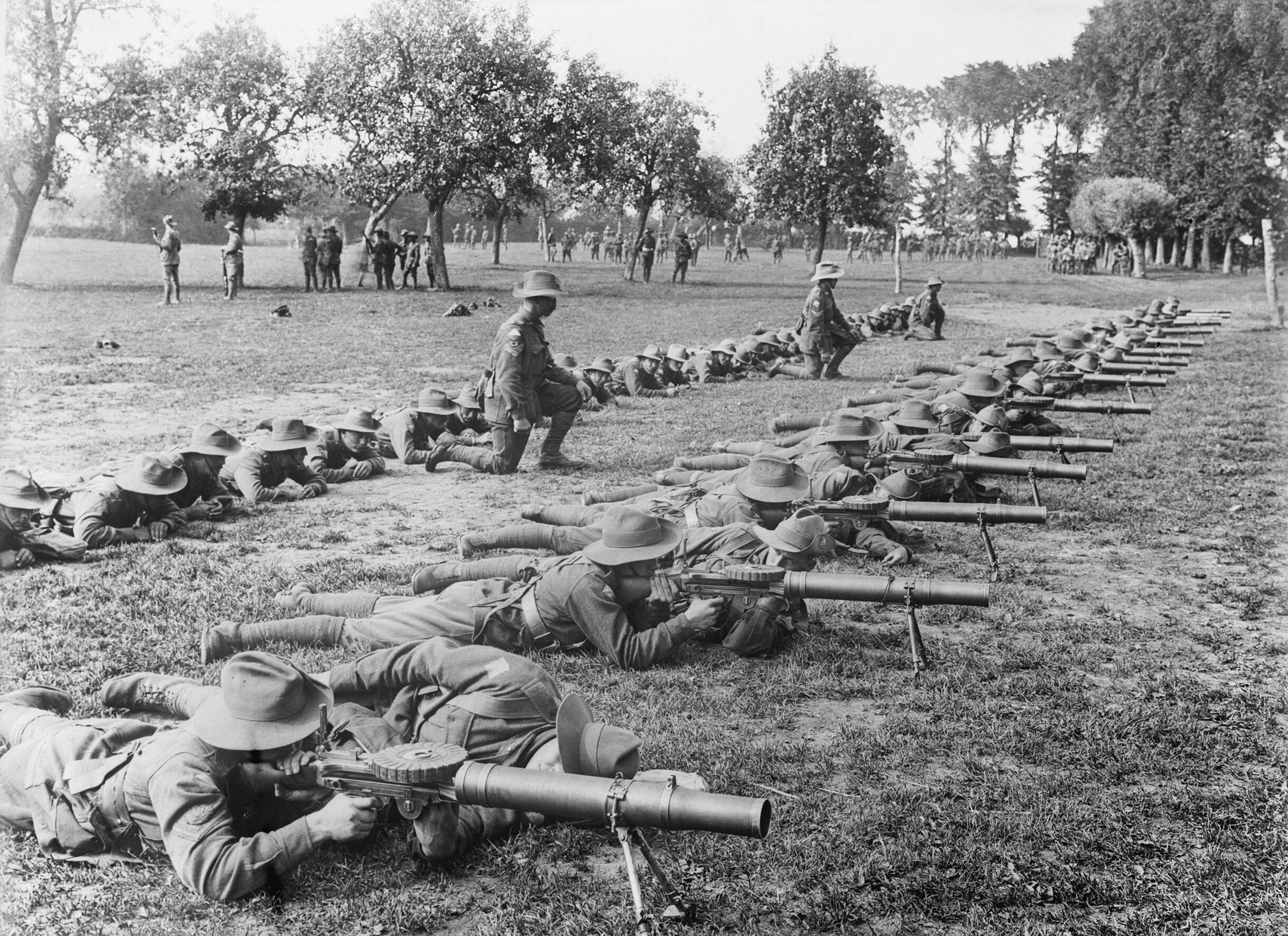
Навчальні стрільби

## У Другій Світовій війні
До початку Другої Світової війни в британській армії кулемети Льюіса в основному були замінені на досконаліші кулемети «Брен», проте після евакуації з Франції (в умовах дефіциту стрілецької зброї), запаси кулеметів,  що знаходилися на складах у кількості 58 963 шт. були спішно передані до підрозділів другого ешелону.
У Німеччині трофейні кулемети використовувалися під найменуванням MG 137 (e). Восени 1944 року, при формуванні в Німеччині батальйонів фольксштурму, для їх озброєння було передано 2891 шт. 6,5-мм кулеметів Lewis M1920 з арсеналів окупованої Голландії.

## Система
Автоматика кулемета працює за принципом відводу порохових газів. Кулемет складається з таких основних частин і механізмів: ствол з радіатором і кожухом, ствольна коробка з кришкою і механізмом подачі, потиличник з прикладом, руків'я (ручка) керування вогнем зі спусковим механізмом, затвор, затворна рама, зворотно-бойова пружина з коробкою, магазин і сошка.

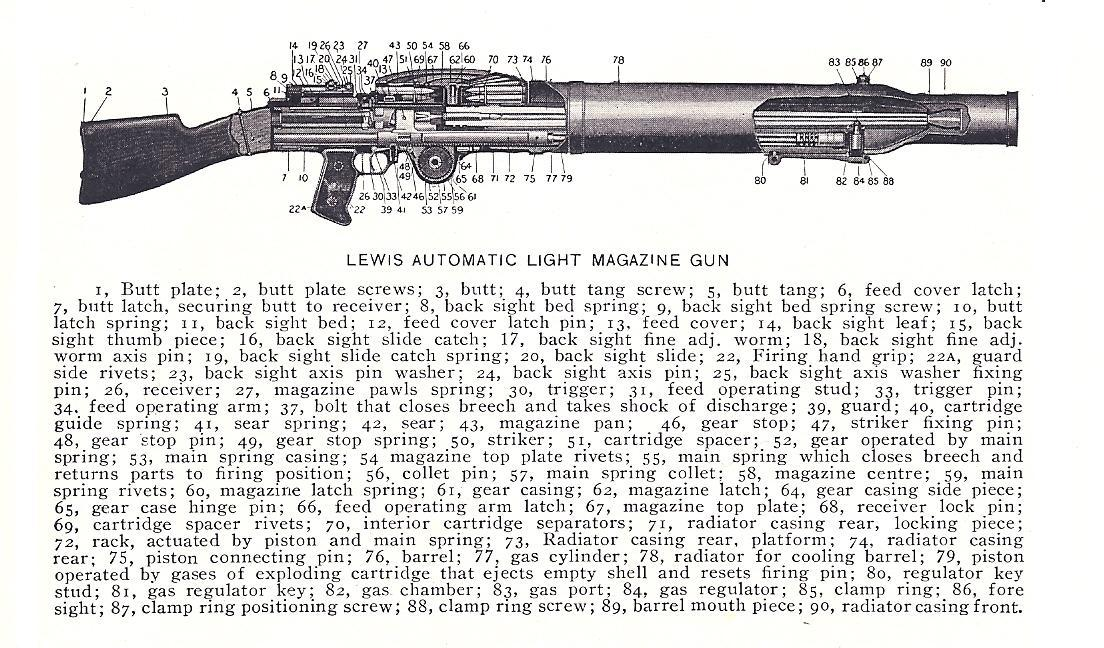
Конструкція кулемета Льюїса

Замикання каналу ствола здійснюється поворотом затвора, бойові упори якого входять у поперечні пази ствольної коробки. Поворот затвора при запиранні здійснюється криволінійним пазом на затворі і підставкою затворної рами. Ударний механізм ударникового типу, закріплений на стійці затворної рами. Спусковий механізм дозволяє вести тільки автоматичний вогонь. Набої під час стрільби подаються з дискового магазина з багатошаровим (у 2 або 4 ряди, місткістю у 47 і 97 патронів відповідно) розміщенням, який приводиться в обертальний рух механізмом подачі. Механізм подачі набоїв важільного типу, приводиться в дію виступом хвоста затвора, який входить до криволінійного паза важеля подачі.
|

## Кулемет Льюїса в кінематографі
- У фільмі «Чорний ворон» про боротьбу українських повстанців проти окупаційної комуністичної влади в 1920-х роках
- У фільмі «Біле сонце пустелі» йдеться про те, що боєць Сухов користується саме «Льюїсом». Однак насправді у фільмі був знятий інший відомий кулемет — ДП з фальш-кожухом ствола, що робить його зовні схожим на кулемет Льюїса (за іншою версією — ДП із диском, замаскованим накладною фальш-кришкою з ребрами під «Льюїс»; зброя має чітко видимий дерев'яний приклад, у ДП був складаний телескопічний металевий упор).
- У фільмі «Свій серед чужих, чужий серед своїх» також йдеться про те, що осавул Бриль у виконанні Микити Михалкова користується саме кулеметом «Льюїс». Але можливо, це така ж імітація, як і у фільмі «Біле сонце пустелі».
- Партія кулеметів «Льюїса» у першому сезоні серіалу «Гострі картузи» відіграє ключову роль
- Кулемет типу «Льюїс» часто використовувався в радянських художніх фільмах про Громадянську війну, що дало привід одному з кінокритиків назвати його «черговим, концертним Льюїсом» за аналогією з роялем.

## Країни-оператори
- Австралія
- Бельгія
- Канада
- Чехословаччина
- Естонія
- Фінляндія: під час Громадянської війни до країни попала невелика кількість кулеметів двох різних калібрів: 7.62 мм x 54R (під російський патрон) та британських 7.70 мм x 56R (.303 British). у 1920 60 кулеметів передали до Suojeluskunta (Цивільної Гвардії), де вони використовувались для навчальних цілей. В 1936—1938 кулемети були повернуті до Міністерства Оборони та знаходились на озброєнні до кінця Другої Світової війни у підрозділах ППО як зенітні та у ВПС. Останній зразок був проданий до США у 1957[2].
- Франція
- Німецька імперія
- Гондурас
- Ірландія
- Італія
- Ізраїль
- Третій Рейх
- Нідерланди
- Нова Зеландія
- Нікарагуа
- Норвегія
- Філіппіни
- Португалія
- Росія
- СРСР
- Велика Британія & Британська імперія
- США
- Югославія[3]

## Галерея

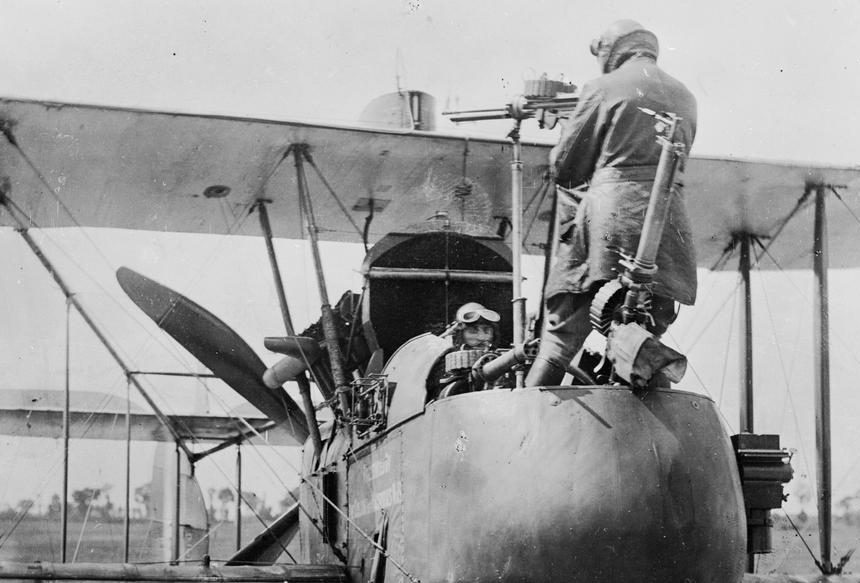
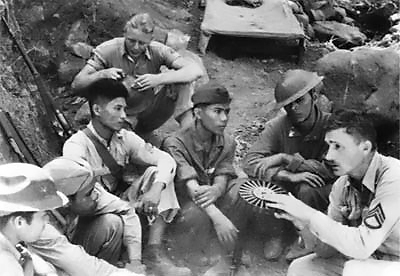
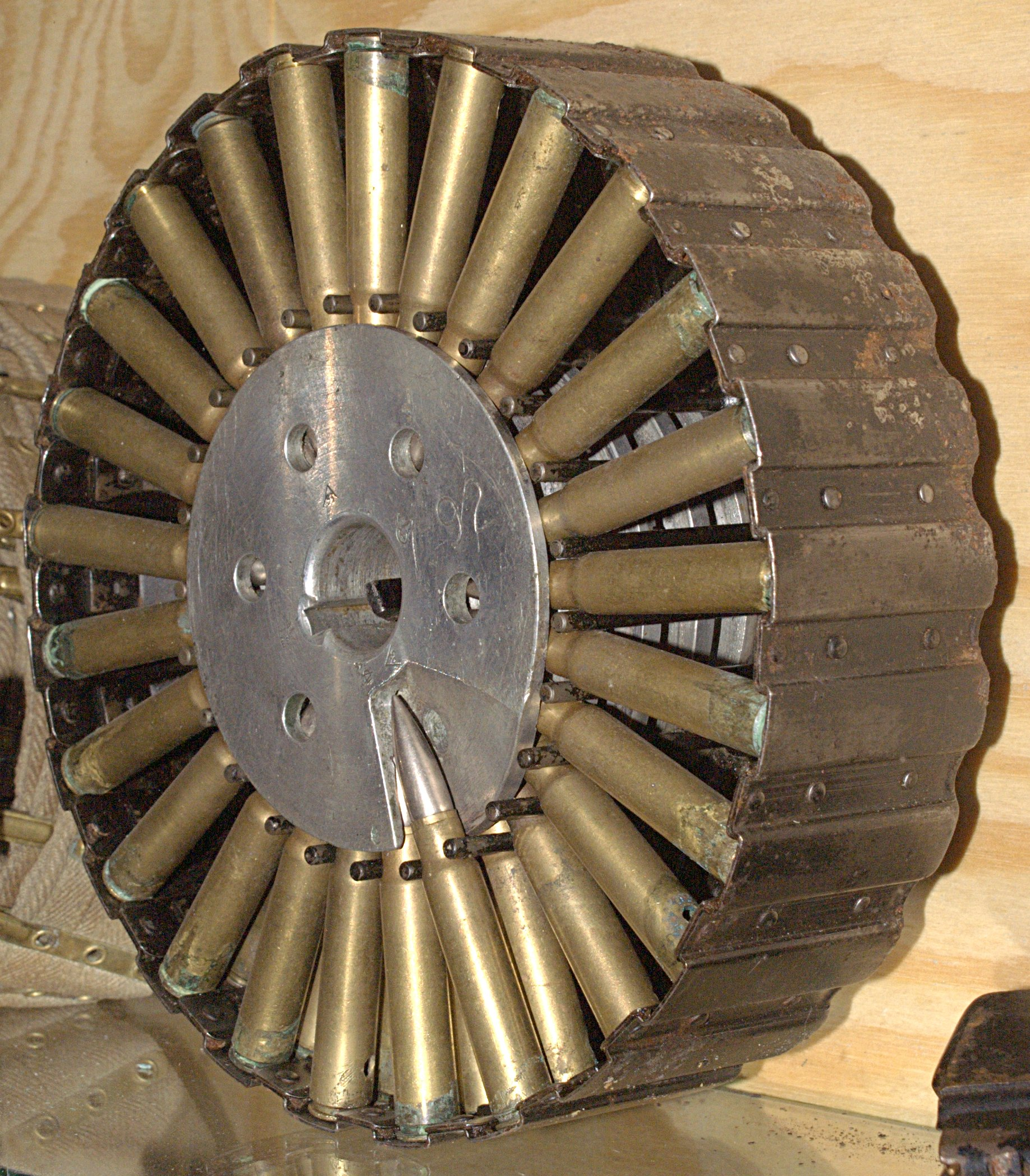
Місткість дискового магазина - 97 патронів
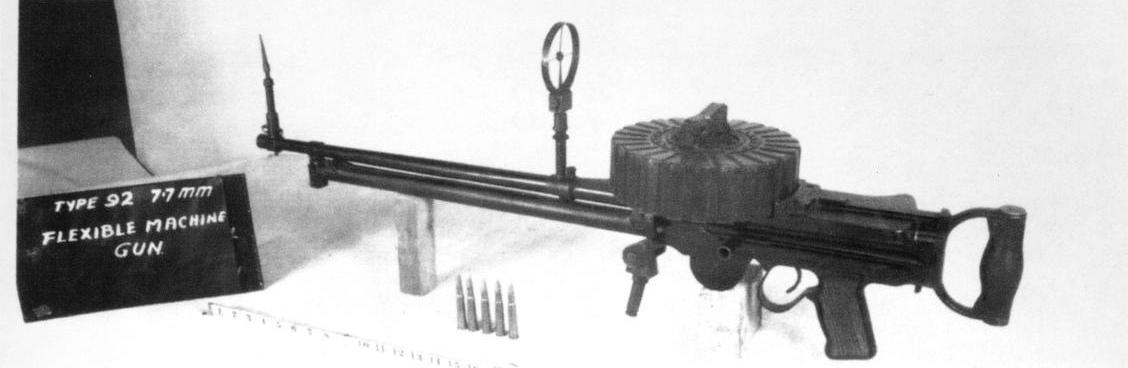
Японський авіаційний кулемет Тип 92